# Le Garçon d'à côté
Le Garçon d'à côté (となりの怪物くん, Tonari no Kaibutsu-kun, litt. Le monstre d'à côté) est un manga. Il est prépublié de 2008 à 2013 dans le magazine Dessert de l'éditeur Kōdansha et treize tomes sont sortis au total. La version française est publiée en intégralité par Pika Édition.
Le manga est adapté en anime de 13 épisodes entre octobre et décembre 2012 par le studio Brain's Base et disponible sur la plateforme Netflix depuis le 1er avril 2018.

## Synopsis
Le manga se concentre sur la relation entre Shizuku Mizutani, qui ne s'intéresse à rien d'autre que ses études et son avenir, et Haru Yoshida, qui est assis à côté de Shizuku en cours mais qui ne s'est pas présenté depuis la rentrée. Shizuku est chargée de donner des polycopiés à Haru, qui la salue d'emblée et la considère d'office comme son amie. D'apparence froide, Shizuku est touchée par l'innocence et le manque de capacités sociales de Haru. Shizuku découvre que derrière cette image de  « monstre » violent et incontrôlable que les autres lui donnent, Haru est de nature douce et timide. Ce dernier déclare rapidement son amour à Shizuku. Cette dernière n'accepte pas si facilement ses propres sentiments envers lui... Auparavant asociaux, ils s'entraideront pour apprendre à prendre soin de leurs nouveaux amis.

## Personnages

### Personnages principaux
Shizuku Mizutani (水谷 雫, Mizutani Shizuku)
Shizuku Mizutani est une jeune fille qui ne pense qu'à ses études jusqu'au jour où elle rencontre Haru Yoshida. Au début froide et distante, elle est cependant attendrie par la naïveté du jeune homme au point d'en tomber amoureuse. Physiquement, elle est grande et mince avec de longs cheveux lisses et roux. Elle vit seule avec son frère et son père dont le magasin fait régulièrement faillite obligeant sa mère à travailler loin de la maison. Au fur et à mesure du manga, elle s'ouvre un peu plus aux autres et se fait de véritables amis.
Haru Yoshida (吉田 春, Yoshida Haru)
Haru Yoshida est un jeune homme qui a des problèmes de violence et qui se fait suspendre du lycée dès les premiers jours. Il rencontre Shizuku alors qu'elle vient lui transmettre un message de leur professeur et la considère directement comme son amie. Plus tard, il en tombe même amoureux et fait tout pour la séduire. Naïf et enfantin, il a du mal avec les relations sociales ce pour quoi Shizuku l'aidera. Tout comme Shizuku, il évolue tout au long du manga. Il vit avec son cousin depuis la mort de sa tante. Il s'entend très mal avec son père et sa relation avec son frère est également compliquée. Physiquement, il est grand et svelte et il a des cheveux noirs (gris/noir dans l'animé).
Asako Natsume (夏目 あさ子, Natsume Asako)
Jeune fille se trouvant dans la même classe qu'Haru et Shizuku. C'est une jolie fille qui plaît aux garçons, elle n'a donc aucune amie car elles sont jalouses d'elle. Elle déteste les garçons pour cette raison. Peu douée pour les études, elle va demander de l'aide à Shizuku afin de ne pas faire les cours supplémentaires et pouvoir se rendre à une réunion avec des amis du net. Il se trouve qu'elle aime beaucoup les réseaux sociaux et va animer plusieurs communautés. Elle se sent très vite proche de Shizuku, qu'elle appelle Mitty.  Elle se sent à l'aise avec Haru et aime traîner avec lui car elle sait qu'il n'y a que Shizuku qui compte pour lui. Elle tombe amoureuse du cousin d'Haru mais ne se sent pas à l'aise avec cela. Elle se retrouve souvent en compagnie de Sasayan.
Sōhei Sasahara (佐々原 宗平, Sasahara Sōhei) (surnommé Sasayan)
Intrigué par Haru et par Shizuku, la seule à pouvoir apprivoiser Haru, il va se rapprocher d'eux et devenir leur ami. Joueur de baseball, on le voit souvent avec les membres de son club, ses principaux amis. Il est d'ailleurs très fidèle à eux et les défend. Sa personnalité est simple et agréable. Haru l'apprécie même s'il dit qu'il lui tape sur les nerfs de temps en temps. Sasayan s'accommode de tout et ne se prend pas la tête. Il s'intègre bien et s'entend avec tout le monde, notamment avec le groupe de yamaken, il dit que pour suive le mouvement il ne faut juste pas se poser de questions. Il est la voix de la raison du groupe. Il semble que Asako lui plaise.

### Personnages secondaires
Kenji Yamaguchi (山口 賢二, Yamaguchi Kenji) Surnommé Yamaken.
Chizuru Ōshima (大島 千づる, Ōshima Chizuru)
Yūzan Yoshida (吉田 優山, Yoshida Yūzan)

## Manga
La série a été prépubliée dans le magazine Dessert entre le 23 août 2008 et le 24 juin 2013. Douze volumes reliés sont sortis entre janvier 2009 et août 2013. Une série dérivée a été publiée dans le même magazine entre le 24 août et le 22 novembre 2013,. Les chapitres ont ensuite été compilés dans un treizième volume.
La version française est publiée par Pika Édition depuis avril 2014. La traduction est signée Claire Olivier, et le lettrage a été effectué d'abord par Aurélien Flamant jusqu'au volume 5, puis par Catherine Bouvier.

### Liste des volumes
| no | Japonais         | Japonais          | Français         | Français          |
| no | Date de sortie   | ISBN              | Date de sortie   | ISBN              |
| --- | ---------------- | ----------------- | ---------------- | ----------------- |
| 1 | 13 janvier 2009  | 978-4-06-365540-7 | 3 avril 2014     | 978-2-8116-1415-7 |
| Liste des chapitres : - Chapitre 1 : Mon voisin Yoshida - Chapitre 2 : Je ne te déteste pas - Chapitre 3 : Bizarre - Chapitre 4 : Il est pénible                                                                             |                  |                   |                  |                   |
| 2 | 12 juin 2009     | 978-4-06-365555-1 | 28 mai 2014      | 978-2-8116-1497-3 |
| Liste des chapitres : - Chapitre 5 : La révélation - Chapitre 6 : C'est l'été ! - Chapitre 7 : À propos des Yoshida... - Chapitre 8 : Le quotidien bien morose des filles                                                    |                  |                   |                  |                   |
| 3 | 13 octobre 2009  | 978-4-06-365575-9 | 20 août 2014     | 978-2-8116-1539-0 |
| Liste des chapitres : - Chapitre 9 : Je t'aime - Chapitre 10 : La distance qui les sépare - Chapitre 11 : Bienvenue au festival de Shôyô ! (1re partie) - Chapitre 12 : Bienvenue au festival de Shôyô ! (2e partie)         |                  |                   |                  |                   |
| 4 | 12 février 2010  | 978-4-06-365590-2 | 1er octobre 2014 | 978-2-8116-1610-6 |
| Liste des chapitres : - Chapitre 13 : Un esprit binaire - Chapitre 14 : Noël - Chapitre 15 : Kenji Yamaguchi - Chapitre 16 : L'année touche à sa fin                                                                         |                  |                   |                  |                   |
| 5 | 13 juillet 2010  | 978-4-06-365613-8 | 3 décembre 2014  | 978-2-8116-1651-9 |
| Liste des chapitres : - Chapitre 17 : L'histoire de Natsume - Chapitre 18 : Une journée étrange - Chapitre 19 : C'est un rendez-vous ? - Chapitre 20 : Deux jours et une nuit                                                |                  |                   |                  |                   |
| 6 | 13 décembre 2010 | 978-4-06-365632-9 | 4 février 2015   | 978-2-8116-1818-6 |
| Liste des chapitres : - Chapitre 21 : Sasayan et Haru - Chapitre 22 : Les filles font des chocolats - Chapitre 23 : L'anniversaire (partie 1) - Chapitre 24 : L'anniversaire (partie 2)                                      |                  |                   |                  |                   |
| 7 | 13 mai 2011      | 978-4-06-365650-3 | 1er avril 2015   | 978-2-8116-1883-4 |
| Liste des chapitres : - Chapitre 25 : Deux amoureux - Chapitre 26 : La fin de la Seconde - Chapitre 27 : Les vacances de printemps - Chapitre 28 : Le printemps                                                              |                  |                   |                  |                   |
| 8 | 13 octobre 2011  | 978-4-06-365668-8 | 3 juin 2015      | 978-2-8116-1884-1 |
| Liste des chapitres : - Chapitre 29 : Un premier pas - Chapitre 30 : Le commencement - Chapitre 31 : Un joyeux paradis - Chapitre 32 : Les vacances d'été, 2e round (1re partie)                                             |                  |                   |                  |                   |
| 9 | 13 mars 2012     | 978-4-06-365685-5 | 19 août 2015     | 978-2-8116-2163-6 |
| Liste des chapitres : - Chapitre 33 : Les vacances d'été, 2e round (2e partie) - Chapitre 34 : Les vacances d'été, 2e round (3ème partie) (La fin de l'été) - Chapitre 35 : Sasayan et Natsume - Chapitre 36 : L'orientation |                  |                   |                  |                   |
| 10 | 10 août 2012     | 978-4-06-365701-2 | 7 octobre 2015   | 978-2-8116-2164-3 |
| Liste des chapitres : - Chapitre 37 : L'histoire de Yûzan - Chapitre 38 : Le jour du festival de l'école - Chapitre 39 : Shizuku - Chapitre 40 : Un monde familier                                                           |                  |                   |                  |                   |
| 11 | 11 janvier 2013  | 978-4-06-365717-3 | 2 décembre 2015  | 978-2-8116-2565-8 |
| Liste des chapitres : - Chapitre 41 : Deux semaines plus tard - Chapitre 42 : Le manège - Chapitre 43 : Deux êtres en plein rêve - Chapitre 44 : Yamaken et Shizuku                                                          |                  |                   |                  |                   |
| 12 | 12 août 2013     | 978-4-06-365739-5 | 3 février 2016   | 978-2-8116-2714-0 |
| Liste des chapitres : - Chapitre 45 : Une douce aurore - Chapitre 46 : Home sweet home - Chapitre 47 : La terminale - Chapitre 48 : La cérémonie de remise des diplômes                                                      |                  |                   |                  |                   |
| 13 | 10 janvier 2014  | 978-4-06-365755-5 | 6 avril 2016     | 978-2-8116-2737-9 |
| Liste des chapitres : - Chapitre spécial 1 : L'histoire de Sasayan - Chapitre spécial 2 : Un prince pour Iyo - Chapitre spécial 3 : Un enfant au bord de la rivière - Chapitre spécial 4 : Never ending                      |                  |                   |                  |                   |

## Anime
L'adaptation en série télévisée d'animation a été annoncée en mai 2012. Elle est produite par le studio Brain's Base avec une réalisation de Hiro Kaburaki, un scénario de Noboru Takagi et des compositions de Masato Nakayama. Sa diffusion a débuté le 1er octobre 2012 sur TV Tokyo.
L'anime ne contient qu'une saison de 13 épisodes, correspondant aux quatre premiers tomes du manga.  

### Liste des épisodes
| No  | Titre français                   | Titre japonais       | Titre japonais                 | Date de 1re diffusion |
| No  | Titre français                   | Kanji                | Rōmaji                         | Date de 1re diffusion |
| --- | -------------------------------- | -------------------- | ------------------------------ | --------------------- |
| 1   | Mon voisin Haru Yoshida          | となりの吉田くん     | Tonari no Yoshida-kun          | 1er octobre 2012      |
| 2   | Bizarre                          | 変                   | Hen                            | 8 octobre 2012        |
| 3   | Plaie                            | やっかい             | Yakkai                         | 15 octobre 2012       |
| 4   | Vacances d'été                   | 夏ブレイク           | Natsu bureiku                  | 22 octobre 2012       |
| 5   | Histoires de famille             | 吉田くんちの事情     | Yoshida-kun Chi no Jijō        | 29 octobre 2012       |
| 6   | Jeunes filles mélancoliques      | 彼女達の憂鬱な日々   | Kanojo-tachi no Yūutsu na Hibi | 5 novembre 2012       |
| 7   | La distance entre nous           | ２人の距離           | Futari no Kyori                | 12 novembre 2012      |
| 8   | Bienvenue au festival de Shôyô ! | おいでませ！松楊祭   | Oidemase! Shōyōsai             | 19 novembre 2012      |
| 9   | Tout ou rien                     | ０と１               | Zero to Ichi                   | 26 novembre 2012      |
| 10  | Noël                             | クリスマス           | Kurisumasu                     | 3 décembre 2012       |
| 11  | Kenji, le fils des Yamaguchi     | 山口さんちの賢二くん | Yamaguchi-sanchi no Kenji-kun  | 10 décembre 2012      |
| 12  | La fin de l'année arrive         | 年は暮れゆく         | Toshi wa Kure Yuku             | 17 décembre 2012      |
| 13  | Le printemps approche            | 春遠からじ           | Haru Tōkaraji                  | 24 décembre 2012      |
| OAD | Sitting Next to Gangster-kun     | となりの極道くん     | Tonari no Gokudō-kun           | 12 août 2013          |

### Doublage
| Personnages       | Voix japonaises  | Voix françaises   |
| ----------------- | ---------------- | ----------------- |
| Shizuku Mizutani  | Haruka Tomatsu   | Sarah Cornibert   |
| Haru Yoshida      | Tatsuhisa Suzuki | Marc Wilhelm      |
| Asako Natsume     | Atsumi Tanezaki  | Delphine Saroll   |
| Sōhei Sasahara    | Ryōta Ōsaka      | Justine Hostekint |
| Chizuru Ōshima    | Kana Hanazawa    | Amandine Longeac  |
| Mitsuyoshi Misawa | Tomoyuki Higuchi | Julien Dutel      |
| Yūzan Yoshida     | Yūichi Nakamura  | Michaël Maïnö     |
| Saeko Ninomiya    | Nozomi Sasaki    | Dany Benedito     |
| Kenji Yamaguchi   | Takuma Terashima | Pascal Gimenez    |

### Édition japonaise
1. 1 2  Tome 1
2. 1 2  Tome 2
3. 1 2  Tome 3
4. 1 2  Tome 4
5. 1 2  Tome 5
6. 1 2  Tome 6
7. 1 2  Tome 7
8. 1 2  Tome 8
9. 1 2  Tome 9
10. 1 2  Tome 10
11. 1 2  Tome 11
12. 1 2  Tome 12
13. 1 2  Tome 13

### Édition française
1. 1 2  Tome 1
2. 1 2  Tome 2
3. 1 2  Tome 3
4. 1 2  Tome 4
5. 1 2  Tome 5
6. 1 2  Tome 6
7. 1 2  Tome 7
8. 1 2  Tome 8
9. 1 2  Tome 9
10. 1 2  Tome 10
11. 1 2  Tome 11
12. 1 2  Tome 12
13. 1 2  Tome 13